# Mistrovství světa ve florbale do 19 let 2015
Mistrovství světa ve florbale mužů do 19 let 2015 bylo 8. ročníkem mistrovství světa juniorů. Konalo ve Švédsku ve městě Helsingborg.
Obhájcem titulu bylo Švédsko, které poprvé v historii ve florbalu odcházelo bez medaile, když prohrálo boj o bronz s Českem 7:6. Vítězem se stal tým Finska, který vyhrál nad Švýcarskem 13:3.

## Místo konání
| Helsingborg                                      |
| ------------------------------------------------ |
| Helsingborg Arena Kapacita: 4 700 Otevřená: 2012 |
|                                                  |

Zdroj:

## Skupinová fáze

### Skupina A
| Poř. | Tým     | Z | V | R | P | VG | IG | +/- | B |
| ---- | ------- | - | - | - | - | -- | -- | --- | - |
| 1.   | Švédsko | 3 | 3 | 0 | 0 | 24 | 7  | +17 | 6 |
| 2.   | Česko   | 3 | 2 | 0 | 1 | 27 | 9  | +18 | 4 |
| 3.   | Polsko  | 3 | 1 | 0 | 2 | 11 | 20 | -9  | 2 |
| 4.   | Norsko  | 3 | 0 | 0 | 3 | 6  | 32 | -26 | 0 |

#### Zápasy
| 29. dubna 2015 16:30 | Polsko | 4 : 10 (0:4, 3:4, 1:2) | Česko | Helsingborg Arena, Helsingborg Návštěvnost: 122 |  |

| Zpráva | |                                                          | |  |
| Mariusz Borowczak Wojciech Komperda                                                                                    | Mariusz Borowczak Wojciech Komperda                                                                                    | Brankáři                                                 | Jan Cimbálek |  |
| M. Miszewski (W. Malajka) – 37:20 A. Hamrol (S. Jachymiak) – 37:28 A. Dalhstrom – 39:59 M. Kozubal (M. Sienko) – 52:31 | M. Miszewski (W. Malajka) – 37:20 A. Hamrol (S. Jachymiak) – 37:28 A. Dalhstrom – 39:59 M. Kozubal (M. Sienko) – 52:31 | 0:1 0:2 0:3 0:4 0:5 0:6 1:6 2:6 2:7 2:8 3:8 3:9 4:9 4:10 | 01:33 – O. Němeček (M. Beneš) 09:52 – R. Mandík (J. Zavadil) 15:12 – M. Beneš (D. Simek) 16:36 – J. Kordos (J. Zavadil) 29:11 – J. Kordos (J. Zavadil) 30:58 – A. Delong 38:05 – L. Pešat (A. Hoffer) 38:53 – D. Kašovský (J. Kolstrunk) 42:13 – A. Hoffer (D. Kašovský 57:56 – A. Delong (J. Kolstrunk) |  |
| 2 min | 2 min | Tresty                                                   | 4 min |  |
| 21 | 21 | Střely                                                   | 43 |  |

| 29. dubna 2015 19:15 | Švédsko | 13 : 2 (6:1, 6:0, 1:1) | Norsko | Helsingborg Arena, Helsingborg Návštěvnost: 444 |  |

| Zpráva | |                                                                  |                                                                 |  |
| Martin Stolt | Martin Stolt | Brankáři                                                         | Henrik Volden Farmen                                            |  |
| R. Andersson (V. Nystedt) – 07:17 M. Benckert – 08:05 D. Svensson (G. Widuss) – 08:25 G. Widuss (D. Svensson) – 14:21 D. Svensson (Christoffer Andersson) – 15:59 T. Nyander (V. Nystedt – 19:50 D. Svensson (Christoffer Andersson) – 20:36 J. Lindstrom (F. Lanver) – 24:04 J. Ingesson (F. Bjorkman) – 31:58 H. Malmgren (F. Lanver) – 32:23 D. Svensson (M. Karlsson) – 32:48 G. Widuss (C. Andersson) – 38:09 M. Karlsson (D. Svensson) – 41:40 | R. Andersson (V. Nystedt) – 07:17 M. Benckert – 08:05 D. Svensson (G. Widuss) – 08:25 G. Widuss (D. Svensson) – 14:21 D. Svensson (Christoffer Andersson) – 15:59 T. Nyander (V. Nystedt – 19:50 D. Svensson (Christoffer Andersson) – 20:36 J. Lindstrom (F. Lanver) – 24:04 J. Ingesson (F. Bjorkman) – 31:58 H. Malmgren (F. Lanver) – 32:23 D. Svensson (M. Karlsson) – 32:48 G. Widuss (C. Andersson) – 38:09 M. Karlsson (D. Svensson) – 41:40 | 1:0 2:0 3:0 4:0 4:1 5:1 6:1 7:1 8:1 9:1 10:1 11:1 12:1 13:1 13:2 | 15:00 – M. Pedersen (J. Braend) 51:18 – E. Vestby (M. Pedersen) |  |
| 2 min | 2 min | Tresty                                                           | 2 min                                                           |  |
| 34 | 34 | Střely                                                           | 15                                                              |  |

| 30. dubna 2015 16:30 | Polsko | 1 : 6 (1:3, 0:2, 0:1) | Švédsko | Helsingborg Arena, Helsingborg Návštěvnost: 287 |  |

| Zpráva                          |                                 |                             | |  |
| Wojciech Komperda               | Wojciech Komperda               | Brankáři                    | Patrik Bylund |  |
| A. Hamrol (A. Fliegner) – 06:07 | A. Hamrol (A. Fliegner) – 06:07 | 1:0 1:1 1:2 1:3 1:4 1:5 1:6 | 09:15 – J. Ingesson (T. Nyander) 17:32 – V. Edberg 19:51 – V. Nystedt (V. Edberg) 35:13 – F. Lanver (A. Birgersson) 38:19 – A. Birgersson (C. Andersson) 49:34 – D. E-Naslund (J. Lindstrom |  |
| 4 min                           | 4 min                           | Tresty                      | 4 min |  |
| 16                              | 16                              | Střely                      | 49 |  |

| 30. dubna 2015 19:15 | Česko | 13 : 0 (4:0, 3:0, 6:0) | Norsko | Helsingborg Arena, Helsingborg Návštěvnost: 186 |  |

| Zpráva | |                                                         |                                           |  |
| Tomáš Fibiger | Tomáš Fibiger | Brankáři                                                | Andreas Nordli Olsen Henrik Volden Farmen |  |
| R. Mandík (J. Zavadil) – 05:55 A. Delong (O. Vítovec) – 13:11 L. Pešat (A. Delong) – 14:25 O. Němeček (P. Kieler) – 19:49 J. Zavadil (R. Mandík) – 21:08 M. Komárek – 22:41 D. Kašovský (A. Delong) – 36:44 D. Kašovský (M. Komárek) – 46:42 O. Vašíček (J. Zavadil – 47:39 D. Kašovský (D. Simek) – 50:34 J. Kordos (P. Kieler – 51:26 J. Kolstrunk (O. Vítovec) – 56:16 A. Delong (O. Vítovec) – 59:12 | R. Mandík (J. Zavadil) – 05:55 A. Delong (O. Vítovec) – 13:11 L. Pešat (A. Delong) – 14:25 O. Němeček (P. Kieler) – 19:49 J. Zavadil (R. Mandík) – 21:08 M. Komárek – 22:41 D. Kašovský (A. Delong) – 36:44 D. Kašovský (M. Komárek) – 46:42 O. Vašíček (J. Zavadil – 47:39 D. Kašovský (D. Simek) – 50:34 J. Kordos (P. Kieler – 51:26 J. Kolstrunk (O. Vítovec) – 56:16 A. Delong (O. Vítovec) – 59:12 | 1:0 2:0 3:0 4:0 5:0 6:0 7:0 8:0 9:0 10:0 11:0 12:0 13:0 |                                           |  |
| 2 min | 2 min | Tresty                                                  | 4 min                                     |  |
| 63 | 63 | Střely                                                  | 21                                        |  |

| 1. května 2015 16:30 | Švédsko | 5 : 4 (1:1, 3:1, 1:2) | Česko | Helsingborg Arena, Helsingborg Návštěvnost: 713 |  |

| Zpráva | |                                     | |  |
| Martin Stolt | Martin Stolt | Brankáři                            | Jan Cimbálek                                                                                             |  |
| D. Svensson (C. Andersson) – 02:55 A. Birgersson (V. Nystedt) – 30:49 G. Widuss (C. Andersson) – 34:14 J. Ingesson (F. Lanver) – 39:15 D. E-Naslund (M? Karlsson) – 58:31 | D. Svensson (C. Andersson) – 02:55 A. Birgersson (V. Nystedt) – 30:49 G. Widuss (C. Andersson) – 34:14 J. Ingesson (F. Lanver) – 39:15 D. E-Naslund (M? Karlsson) – 58:31 | 1:0 1:1 2:1 3:1 3:2 4:2 4:3 5:3 5:4 | 07:08 – P. Tuma (D. Simek) 37:48 – A. Delong (M. Komárek) 51:28 – D. Simek 59:11 – M. Beneš (O. Vitovec) |  |
| 4 min | 4 min | Tresty                              | 6 min |  |
| 29 | 29 | Střely                              | 13 |  |

| 1. května 2015 19:15 | Norsko | 4 : 6 (0:2, 0:0, 4:4) | Polsko | Helsingborg Arena, Helsingborg Návštěvnost: 214 |  |

| Zpráva | |                                         | |  |
| Andreas Noldi Olsen | Andreas Noldi Olsen | Brankáři                                | Wojciech Komperda |  |
| H. Gulbransen (M. M-Lilleby) – 44:34 M. M-Lilleby (J. L-Braend) – 48:44 M. Pedersen (P. Ulven) – 53:34 O. A-Falkied (V. A. H-Jashari) – 55:14 | H. Gulbransen (M. M-Lilleby) – 44:34 M. M-Lilleby (J. L-Braend) – 48:44 M. Pedersen (P. Ulven) – 53:34 O. A-Falkied (V. A. H-Jashari) – 55:14 | 0:1 0:2 0:3 1:3 2:3 2:4 2:5 2:6 3:6 4:6 | 15:15 – M. Sienko (A. Hamrol) 17:47 – W. Malajka (M. Kozubal) 43:13 – M. Sienko (K. Pelczarski) 48:58 – K. Pelczarski (A. Fliegner) 49:58 – W. Malajka (F. Lukaszewski) 52:00 – M. Kozubal (F. Lukaszewski) |  |
| 6 min | 6 min | Tresty                                  | 4 min |  |
| 28 | 28 | Střely                                  | 32 |  |

### Skupina B
| Poř. | Tým       | Z | V | R | P | VG | IG | +/- | B |
| ---- | --------- | - | - | - | - | -- | -- | --- | - |
| 1.   | Finsko    | 3 | 3 | 0 | 0 | 30 | 11 | +19 | 6 |
| 2.   | Švýcarsko | 3 | 2 | 0 | 1 | 21 | 22 | -1  | 4 |
| 3.   | Slovensko | 3 | 0 | 1 | 2 | 17 | 20 | -3  | 1 |
| 4.   | Lotyšsko  | 3 | 0 | 1 | 2 | 12 | 27 | -15 | 1 |

#### Zápasy
| 29. dubna 2015 11:00 | Švýcarsko | 11 : 5 (2:2, 4:0, 5:3) | Lotyšsko | Helsingborg Arena, Helsingborg Návštěvnost: 207 |  |

| Zpráva | |                                                                    | |  |
| Lukas Genhart | Lukas Genhart | Brankáři                                                           | Markuss Pludums Kristians Kilis |  |
| J. Zaugg (S. Steiner) – 10:44 C. Metter (S. Laubscher) – 11:24 C. Metter (M. Klauenbosch) – 30:18 C. Metter (D. Kanzig) – 34:27 J. Zaugg (D. Hartmann) – 34:36 J. Zaugg (Dan Hartmann) – 36:29 D. Hartmann (C. Mutter) – 40:17 A. Hollenstein (D. Hartmann – 41:30 D. Kanzig (S. Laubscher) – 47:08 D. Hartmann (A. Hollenstein) – 52:33 A. Stock (S. Steiner – 57:32 | J. Zaugg (S. Steiner) – 10:44 C. Metter (S. Laubscher) – 11:24 C. Metter (M. Klauenbosch) – 30:18 C. Metter (D. Kanzig) – 34:27 J. Zaugg (D. Hartmann) – 34:36 J. Zaugg (Dan Hartmann) – 36:29 D. Hartmann (C. Mutter) – 40:17 A. Hollenstein (D. Hartmann – 41:30 D. Kanzig (S. Laubscher) – 47:08 D. Hartmann (A. Hollenstein) – 52:33 A. Stock (S. Steiner – 57:32 | 0:1 1:1 2:1 2:2 3:2 4:2 5:2 6:2 7:2 8:2 9:2 9:3 9:4 10:4 11:4 11:5 | 08:19 – K. Treimanis (O. Žvins) 11:47 – M. Malnieks (P. Erenbots) 48:46 – K. Treimanis 50:22 – R. Kovalevski (E. Freimanis 58:59 – P. Trekse (K. Tremanis) |  |
| 2 min | 2 min | Tresty                                                             | 2 min |  |
| 36 | 36 | Střely                                                             | 23 |  |

| 29. dubna 2015 13:45 | Slovensko | 6 : 8 (0:2, 4:1, 2:5) | Finsko | Helsingborg Arena, Helsingborg Návštěvnost: 211 |  |

| Zpráva | |                                                         | |  |
| Rudolf Turiak | Rudolf Turiak | Brankáři                                                | Santeri Pohjonen |  |
| O. Kubaský (M. Koval) – 24:50 M. Chudina (M. Dudovič) – 29:44 F. C-Skyba (L. Šefčík) – 32:20 M. Grlický (M. Miske – 39:17 F. C-Skyba (M. Dudovič) – 42:16 M. Dudovič (F. C-Skyba) – 55:48 | O. Kubaský (M. Koval) – 24:50 M. Chudina (M. Dudovič) – 29:44 F. C-Skyba (L. Šefčík) – 32:20 M. Grlický (M. Miske – 39:17 F. C-Skyba (M. Dudovič) – 42:16 M. Dudovič (F. C-Skyba) – 55:48 | 0:1 0:2 1:2 2:2 3:2 3:3 4:3 4:4 5:4 5:5 5:6 5:7 6:7 6:8 | 06:22 – J. Ruokostenpohja (J. Sorri) 06:49 – E. Nuutinen (R. Kainulainen 38:19 – V. Lastikka (R. Kainulainen) 41:44 – O. Kinnunen (J. Sorri) 49:03 – J. Sorri (M. Lintula 50:53 – E. Nuutinen (R. Kainulainen) 55:29 – R. Kainulainen (V. Lastikka) 58:36 – E. Heinonen (R. Kainulainen) |  |
| 10 min | 10 min | Tresty                                                  | 0 min |  |
| 19 | 19 | Střely                                                  | 42 |  |

| 30. dubna 2015 11:00 | Lotyšsko | 6 : 6 (2:2, 4:0, 0:4) | Slovensko | Helsingborg Arena, Helsingborg Návštěvnost: 201 |  |

| Zpráva | |                                                 | |  |
| Markuss Pludums | Markuss Pludums | Brankáři                                        | Rudolf Turiak |  |
| E. Freimanis (R. Kovalevski) – 00:24 R. Kovalevskis (M. Malnieks) – 13:17 K. Eglitis (Nikita Maksurovs) – 21:46 O. Žvins (E. Freimanis) – 26:43 E. Balodis (K. Treimanis) – 30:37 K. Treimanis – 34:01 | E. Freimanis (R. Kovalevski) – 00:24 R. Kovalevskis (M. Malnieks) – 13:17 K. Eglitis (Nikita Maksurovs) – 21:46 O. Žvins (E. Freimanis) – 26:43 E. Balodis (K. Treimanis) – 30:37 K. Treimanis – 34:01 | 1:0 2:0 2:1 2:2 3:2 4:2 5:2 6:2 6:3 6:4 6:5 6:6 | 18:48 – M. Dudovič (R. Turiak) 19:23 – M. Koval (M. Kosco) 41:59 – M. Kubovic (M. Koval) 44:05 – F. C-Skyba (M. Dudovič) 51:10 – M. Kubovic (O. Kubaský) 52:12 – O. Kubaský (M. Kubovic) |  |
| 24 | 24 | Střely                                          | 35 |  |

| 30. dubna 2015 13:45 | Finsko | 12 : 4 (3:0, 6:2, 3:2) | Švýcarsko | Helsingborg Arena, Helsingborg Návštěvnost: 322 |  |

| Zpráva | |                                                                      | |  |
| Miro Tuomala | Miro Tuomala | Brankáři                                                             | Timon Keller Lukas Genhart |  |
| O. Kinnunen (M. Makinen) – 03:56 V. Lastikka (R. Kainulainen) – 10:20 E. Ukkonen (V. Lastikka) – 12:43 O. Laine (J. Ruokostenpohja) – 22:58 O. Kinnunen (V. Lastikkka) – 23:15 O. Kinnunen (E. Ukkonen) – 27:11 H. Luoma (O. Kinnunen) – 28:51 R. Kainulainen (E. Ukkonen) – 30:13 E. Nuutinen (J. Surakka) – 38:12 M. Makinen (J. Sorri) – 42:51 J. Sorri (O. Kinnunen) – 50:05 M. Lintula (J. Sorri) – 55:18 | O. Kinnunen (M. Makinen) – 03:56 V. Lastikka (R. Kainulainen) – 10:20 E. Ukkonen (V. Lastikka) – 12:43 O. Laine (J. Ruokostenpohja) – 22:58 O. Kinnunen (V. Lastikkka) – 23:15 O. Kinnunen (E. Ukkonen) – 27:11 H. Luoma (O. Kinnunen) – 28:51 R. Kainulainen (E. Ukkonen) – 30:13 E. Nuutinen (J. Surakka) – 38:12 M. Makinen (J. Sorri) – 42:51 J. Sorri (O. Kinnunen) – 50:05 M. Lintula (J. Sorri) – 55:18 | 1:0 2:0 3:0 4:0 5:0 6:0 7:0 8:0 8:1 9:1 9:2 10:2 10:3 11:3 11:4 12:4 | 30:37 – T. Baumann (M. Jung) 38:36 – J. Zaugg (A. Hollenstein) 45:37 – J. Zaugg (S. Laubscher) 51:30 – Mario Jung (T. Baumann) |  |
| 0 min | 0 min | Tresty                                                               | 9 min |  |
| 35 | 35 | Střely                                                               | 15 |  |

| 1. května 2015 11:00 | Švýcarsko | 6 : 5 (2:1, 2:1, 2:3) | Slovensko | Helsingborg Arena, Helsingborg |  |

| Zpráva |

| 1. května 2015 13:45 | Finsko | 10 : 1 (3:1, 2:0, 5:0) | Lotyšsko | Helsingborg Arena, Helsingborg |  |

| Zpráva |

## Play off

### Pavouk
|  | Semifinále | Semifinále | Semifinále |  |  | Finále      | Finále      | Finále      |
|  |            |            |            |  |  |             |             |             |
|  | 1B         | Finsko     | 6          |  |  |             |             |             |
|  | 2A         | Česko      | 2          |  |  |             |             |             |
|  |            |            |            |  |  |             | Finsko      | 13          |
|  |            |            |            |  |  |             | Švýcarsko   | 3           |
|  | 2B         | Švýcarsko  | 7          |  |  |             |             |             |
|  | 1A         | Švédsko    | 6          |  |  | Třetí místo | Třetí místo | Třetí místo |
|  |            |            |            |  |  |             | Česko       | 7           |
|  |            |            |            |  |  |             | Švédsko     | 6           |

### O 7. místo
| 2. května 2015 09:45 | Norsko | 3 : 5 (0:1, 1:3, 2:1) | Lotyšsko | Helsingborg Arena, Helsingborg |  |

| Zpráva |

### O 5. místo
| 2. května 2015 19:00 | Slovensko | 12 : 2 (4:0, 5:0, 3:2) | Polsko | Helsingborg Arena, Helsingborg Návštěvnost: 87 |  |

| Zpráva | |                                                              |                                                   |  |
| Rudolf Turiak | Rudolf Turiak | Brankáři                                                     | Wojciech Komperda                                 |  |
| (M. Chudina) D. Jurčík – 06:24 (M. Grlický) R. Rexa – 10:29 (D. Jurčík) M. Dudovič – 11:52 M. Koval – 18:58 D. Jurčík – 21:42 (M. Miske) M. Grlický – 24:47 (O. Kubaský) M. Koval – 28:40 (M. Koval) M. Kubovič – 34:33 (L. Ujhelyj) M. Bučák – 39:26 (F. C-Skyba) M. Chudina – 41:57 (L. Ujhelyj) F. C-Skyba – 44:36 (M. Kosco) J. Kris – 51:05 | (M. Chudina) D. Jurčík – 06:24 (M. Grlický) R. Rexa – 10:29 (D. Jurčík) M. Dudovič – 11:52 M. Koval – 18:58 D. Jurčík – 21:42 (M. Miske) M. Grlický – 24:47 (O. Kubaský) M. Koval – 28:40 (M. Koval) M. Kubovič – 34:33 (L. Ujhelyj) M. Bučák – 39:26 (F. C-Skyba) M. Chudina – 41:57 (L. Ujhelyj) F. C-Skyba – 44:36 (M. Kosco) J. Kris – 51:05 | 1:0 2:0 3:0 4:0 5:0 6:0 7:0 8:0 9:0 10:0 11:0 12:0 12:1 12:2 | 54:54 – M. Sienko 59:02 – A. Fliegner (M. Sienko) |  |
| 4 min | 4 min | Tresty                                                       | 0 min                                             |  |
| 22 | 22 | Střely                                                       | 21                                                |  |

### Semifinále
| 2. května 2015 12:45 | Finsko | 6 : 2 (2:0, 4:0, 0:2) | Česko | Helsingborg Arena, Helsingborg Návštěvnost: 873 |  |

| Zpráva | |                                 |                                                               |  |
| Miro Tuomala | Miro Tuomala | Brankáři                        | Tomáš Fibiger Jan Cimbálek                                    |  |
| M. Makinen (J. Sorri) – 10:43 O. Kinnunen (J. Ruokostenpohja) – 12:07 V. Lastikka (R. Kainulainen) – 21:55 E. Nuutinen (M. Pentikainen) – 33:30 V. Lastikka (T. Metsala) – 37:08 E. Nuutinen (M. Pentikainen) – 37:20 | M. Makinen (J. Sorri) – 10:43 O. Kinnunen (J. Ruokostenpohja) – 12:07 V. Lastikka (R. Kainulainen) – 21:55 E. Nuutinen (M. Pentikainen) – 33:30 V. Lastikka (T. Metsala) – 37:08 E. Nuutinen (M. Pentikainen) – 37:20 | 1:0 2:0 3:0 4:0 5:0 6:0 6:1 6:2 | 49:15 – P. Kieler (M. Beneš) 50:42 – J. Kolstrunk (J. Kordos) |  |
| 6 min | 6 min | Tresty                          | 6 min                                                         |  |
| 27 | 27 | Střely                          | 19                                                            |  |

| 2. května 2015 15:45 | Švýcarsko | 7 : 6 (3:1, 2:1, 1:4, 0:0, 1:0) | Švédsko | Helsingborg Arena, Helsingborg Návštěvnost: 1 325 |  |

| Zpráva | |                                                                                            | |  |
| Lukas Genhart | Lukas Genhart | Brankáři                                                                                   | Martin Stolt |  |
| J. Zaugg (D. Hartmann) – 04:46 A. Hollenstein (F. Michel) – 08:38 M. Baumgartner (J. Zaugg) – 11:43 D. Hartmann (C. Mutter) – 24:42 A. Hollenstein (S. Gurtner – 31:30 M. Baumgartner – 55:30 Micha Baumgartner – Neproměněný nájezd Jan Zaugg Dan Hartmann – Neproměněný nájezd Deny Kanzig Andrin Hollenstein | J. Zaugg (D. Hartmann) – 04:46 A. Hollenstein (F. Michel) – 08:38 M. Baumgartner (J. Zaugg) – 11:43 D. Hartmann (C. Mutter) – 24:42 A. Hollenstein (S. Gurtner – 31:30 M. Baumgartner – 55:30 Micha Baumgartner – Neproměněný nájezd Jan Zaugg Dan Hartmann – Neproměněný nájezd Deny Kanzig Andrin Hollenstein | 1:0 2:0 2:1 3:1 3:2 4:2 5:2 5:3 6:3 6:4 6:5 6:6 Samostatné nájezdy 6:6 7:6 7:7 8:7 8:8 9:8 | 10:19 – V. Edberg (F. Bjorkman) 20:18 – F. Lanver 44:16 – F. Lanver (R. Andersson) 56:01 – M. Karlsson (F. Lanver 56:57 – M. Karlsson (F. Lanver) 57:44 – M. Karlsson (V. Nystedt) Neproměněný nájezd – Mathias Benckert Henrik Malmgren Neproměněný nájezd – Felix Lanver Christoffer Andersson Neproměněný nájezd – Viktor Nystedt |  |
| 4 min | 4 min | Tresty                                                                                     | 2 min |  |
| 25 | 25 | Střely                                                                                     | 31 |  |

### O 3. místo
| 3. května 2015 12:00 | Česko | 7 : 6 (2:2, 3:2, 1:2, 1:0) | Švédsko | Helsingborg Arena, Helsingborg Návštěvnost: 1 334 |  |

| Zpráva | |                                                     | |  |
| Jan Cimbálek | Jan Cimbálek | Brankáři                                            | Martin Stolt |  |
| P. Kieler (A. Hoffer) – 13:25 D. Simek (M. Beneš) – 14:31 M. Komárek (O. Vašíček) – 23:26 M. Beneš – 38:38 D. Simek (P. Kieler) – 39:17 D. Simek (M. Beneš) – 56:29 M. Beneš (O. Vitovec) – 64:32 | P. Kieler (A. Hoffer) – 13:25 D. Simek (M. Beneš) – 14:31 M. Komárek (O. Vašíček) – 23:26 M. Beneš – 38:38 D. Simek (P. Kieler) – 39:17 D. Simek (M. Beneš) – 56:29 M. Beneš (O. Vitovec) – 64:32 | 0:1 0:2 1:2 2:2 2:3 3:3 3:4 4:4 5:4 5:5 5:6 6:6 7:6 | 04:47 – D. Svensson (M. Benckert) 06:34 – T. Claesson 22:37 – D. E-Naslund (F. Bjorkman) 23:40 – H. Malmgren (J. Lindstrom) 46:20 – M. Karlsson (T. Claesson) 47:35 – J. Birging (T. Claesson) |  |
| 2 min | 2 min | Tresty                                              | 21 min |  |
| 27 | 27 | Střely                                              | 34 |  |

### Finále
| 3. května 2015 13:45 | Finsko | 13 : 3 (3:1, 6:1, 4:1) | Švýcarsko | Helsingborg Arena, Helsingborg Návštěvnost: 1 778 |  |

| Zpráva | |                                                                      |                                                           |  |
| Miro Tuomola | Miro Tuomola | Brankáři                                                             | Lukas Genhart Timon Keller                                |  |
| R. Kainulainen – 05:20 O. Lehkosuo – 05:52 V. Lastikka – 15:46 M. Makinen – 22:44 V. Lastikka – 25:53 O. Kinnunen – 28:47 E. Nuutinen – 32:06 V. Lastikka – 35:43 O. Heikkila – 36:52 V. Lastikka – 44:06 J. Sorri – 47:43 T. Metsala – 48:24 O. Heikkila – 56:35 | R. Kainulainen – 05:20 O. Lehkosuo – 05:52 V. Lastikka – 15:46 M. Makinen – 22:44 V. Lastikka – 25:53 O. Kinnunen – 28:47 E. Nuutinen – 32:06 V. Lastikka – 35:43 O. Heikkila – 36:52 V. Lastikka – 44:06 J. Sorri – 47:43 T. Metsala – 48:24 O. Heikkila – 56:35 | 1:0 2:0 2:1 3:1 4:1 4:2 5:2 6:2 7:2 8:2 9:2 10:2 10:3 11:3 12:3 13:3 | 13:26 – A. Hollenstein 25:20 – C. Mutter 47:33 – J. Zaugg |  |
| 4 min | 4 min | Tresty                                                               | 4 min                                                     |  |
| 42 | 42 | Střely                                                               | 20                                                        |  |

## Konečné pořadí
| Pořadí           | Tým       |
| ---------------- | --------- |
| Zlatá medaile    | Finsko    |
| Stříbrná medaile | Švýcarsko |
| Bronzová medaile | Česko     |
| 4.               | Švédsko   |
| 5.               | Slovensko |
| 6.               | Polsko    |
| 7.               | Lotyšsko  |
| 8.               | Norsko    |

## All Star tým
Členy All Star týmu se stali:
Brankář:  Miro Tuomala
Obránci:  Eemil Ukkonen,  Micha Baumgartner
Centr:  Olli Kinnunen
Útočníci:  Rasmus Kainulainen,  Jan Zaugg

## Divize B
Vítězem Divize B se stalo Dánsko a postoupilo tak do Divize A pro mistrovství v roce 2017.
| Pořadí | Tým       |
| ------ | --------- |
| 9.     | Dánsko    |
| 10.    | Německo   |
| 11.    | Maďarsko  |
| 12.    | Estonsko  |
| 13.    | Kanada    |
| 14.    | Austrálie |
| 15.    | USA       |
| 16.    | Japonsko  |